# Kolvenderbach
De Kolvenderbach is ongeveer 8,7 km lang, recht en de noordelijkste zijrivier van de Our in België.

## Verloop
De Kolvenderbach ontspringt in een bosgebied ten noordoosten van de Schürbusch. Zij stroomt rondom de Schürbusch in een grote boog en stroomt dan links de Köscheberg voorbij. Kort daarna wordt zij gevoed door de Köscheborn. De stroomrichting is in hoofdzaak naar het zuiden gericht. De Kolvenderbach stroomt rond vanuit het oosten van de Wendelberg en wordt vervolgens versterkt door het Wendelwasser nadat zij de Klausbusch gepasseerd is. Bij de molen van Herresbach verlaat zij het bosgebied. Daar stroomt zij ook naar Durstborn. Bij de Andlermühle stroomt zij uiteindelijk na ongeveer 50 m na de Medemberbach in de Our.

## Flora en Fauna
Het Kolvenderbachdal maakt deel uit van een natuurreservaat. In de bossen, weiden en weilanden is een rijke verscheidenheid aan dieren en planten die typerend zijn voor dit deel van de Hoge Ardennen. Het heldere water van de beek is de ideale omgeving voor de forel, de oevers van de beek zijn bekleed met elzen, en de omliggende natte weiden zijn de thuisbasis van adderwortel, bergvenkel, borstelgras en verschillende soorten brem. Langs de oevers en in de nabijgelegen weiden komen zwarte ooievaar, ijsvogel en waterspreeuw voor. In de bossen de das en de wilde kat.

## Weblinks
- Natagora: Kolvenderbach
- Naturschutzgebiete Großweberbach und Kolvenderbach